# Lanistes solidus
Lanistes solidus es una especie de molusco gasterópodo de la familia Ampullariidae en el orden de los Mesogastropoda.

## Distribución geográfica
Se encuentra en Malaui y Mozambique.